# هوردویل (نبراسکا)
هوردویل(به انگلیسی: Hordville) شهری در ایالت نبراسکا کشور ایالات متحده آمریکا است که جمعیت آن در سرشماری سال ۲۰۱۰ میلادی، ۱۴۴ نفر بوده‌است.